# Sillago ingenuua
El silago de bahía (Sillago ingenuua) es una especie de peces de la familia Sillaginidae en el orden de los Perciformes.

## Morfología
Los machos pueden llegar alcanzar los 20 cm de longitud total.

## Distribución geográfica
Se encuentra desde el India hasta el Golfo de Tailandia, Taiwán y norte de Australia.